# PowerPC G3

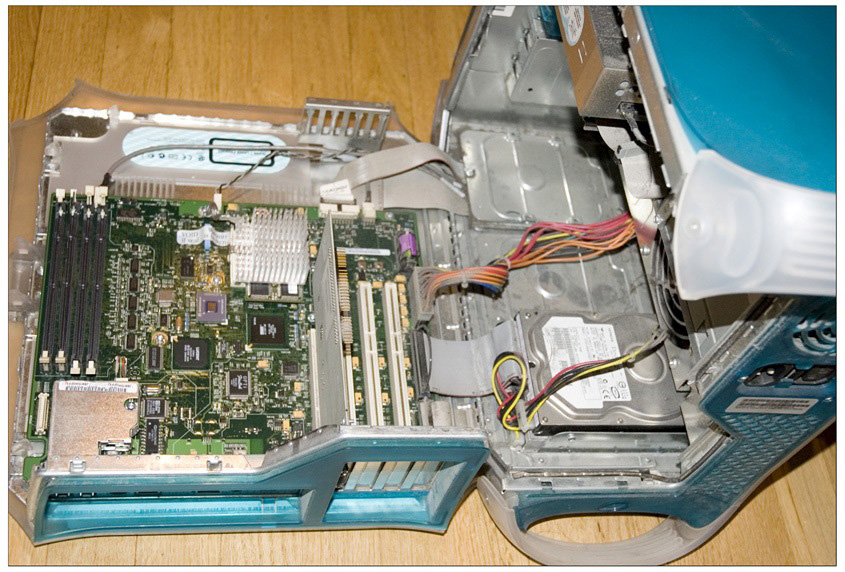
Power Mac G3 abierto.

PowerPC G3 es la designación usada por Apple Computer para la tercera generación de microprocesadores RISC PowerPC de la familia 750 diseñada y fabricada por IBM y Motorola/Freescale. El término suele asociarse erróneamente con un modelo físico de procesador cuando de hecho se aplicó a varios procesadores de diferentes vendedores.
La designación G3 se aplicó a ordenadores Apple Macintosh tales como el PowerBook G3, los iMacs multicolores, los iBooks y varios modelos de sobremesa, incluyendo los Power Macintosh G3, tanto la semitorre beige y la torre azul y blanca. El bajo requisito de consumo y el pequeño tamaño hicieron al procesador ideal para portátiles. La familia de procesadores 750 era ampliamente usada en dispositivos embebidos como impresoras y cabinas de almacenamiento, equipamiento aeroespacial y videoconsolas de Nintendo, y también se usó en otros ordenadores basados en PowerPC, como los recientes Amigas (AmigaOne) y Pegasos.
La familia 750 tenía sus inconvenientes, en concreto la falta de soporte a SMP y de capacidades SIMD, así como una FPU relativamente débil. La gama de procesadores 74xx de Motorola continuó donde había acabado la G3.

## Procesadores

### PowerPC 740/750

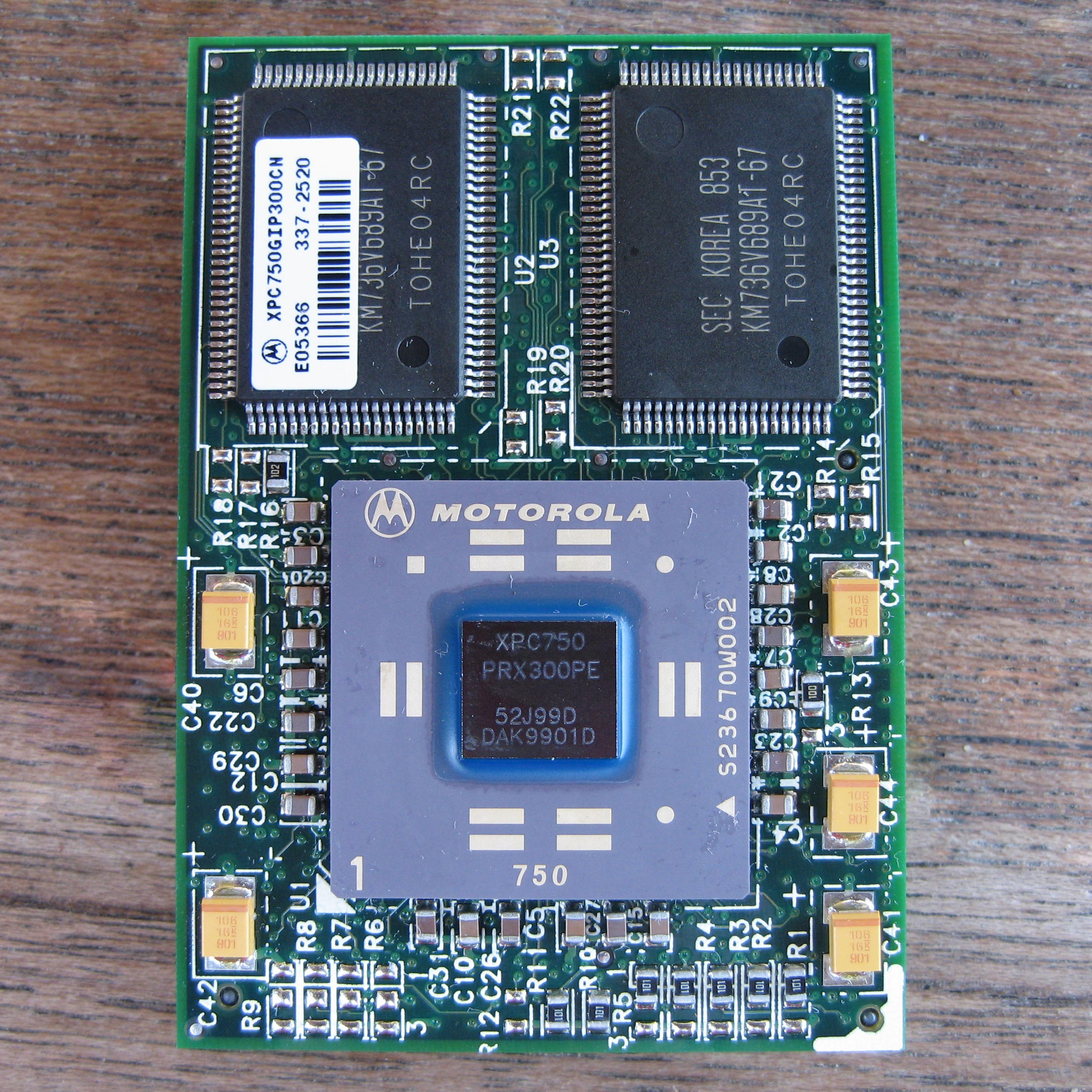
Procesador Motorola PowerPC 750 a 300 MHz con caché L2 fuera del chip sobre el módulo CPU de un Power Mac G3.

El diseño PowerPC 740/750 (nombre clave Arthur) fue presentado a finales de 1997 como un reemplazo evolucionario del PowerPC 603e. Las mejoras incluían un bus de memoria más rápido (66 MHz), cachés L1 mayores (32 KiB para instrucciones y 32 KiB para datos), unidades enteras y de coma flotante mejoradas y una frecuencia del núcleo más elevada. El modelo 750 también tenía opción de incluir un caché L2 externo de 256, 512 o 1.024.
Los modelos 740/750 tenían 6,35 millones de transistores y fue inicialmente fabricado por IBM y Motorola en un proceso de fabricación basado en aluminio. El chip medía 67 mm² a 0,26 μm y alcanzaba velocidades de hasta 366 MHz consumiendo 7,3 W. En 1999, IBM empleó un proceso basado en cobre a 0,20 μm, lo que incrementó la frecuencia a 500 MHz y decrementó el consumo de energía a 6 W y el tamaño del chip a 40 mm².
El PPC 740 superaba ligeramente en rendimiento a los Pentium II consumiendo mucha menos energía y siendo de menor tamaño. El caché L2 fuera del chip incrementaba el rendimiento en aproximadamente un 30% en la mayoría de los casos. El diseño tuvo tanto éxito que pronto superó al PowerPC 604e en rendimiento, por lo que el sucesor planificado del 604 fue cancelado.
El PowerPC 750 fue usado en muchos ordenadores de Apple, incluyendo el iMac original.

#### RAD750
El RAD750 es un procesador resistente a la radiación basado en el PowerPC 750. Está destinado al uso en entornos de alta radiación como el que se experimenta a bordo de satélites y naves espaciales. El RAD750 fue lanzado al mercado en 2001. El Mars Reconnaissance Orbiter tenía un RAD750 a bordo.
El procesador tiene 10,4 millones de transistores, es fabricado por BAE Systems usando un proceso de 250 nm y tiene una superficie de 130 mm². Funciona a 133-166 MHz. La CPU puede soportar 200,000 Rads y temperaturas de entre –55 y 125ºC.
El encapsulado y funciones lógicas del RAD750 tiene un coste superior a 200.000 dólares, debido principalmente a las revisiones para aumentar la resistencia a la radiación de la arquitectura PowerPC 750 y al proceso de fabricación, estrictos requisitos del control de calidad y extensas pruebas de cada unidad producida.

### PowerPC 745/755
Motorola revisó el diseño del 740/750 en 1998 y disminuyó el tamaño del chip a 51 mm² gracias a un nuevo proceso de fabricación basado en aluminio a 0,22 μm. La velocidad se incrementó hasta 600 MHz. El 755 fue usado en algunos modelos de iBook. Tras este modelo, Motorola decidió dejar de desarrollar los procesadores 750 en favor de su procesador PowerPC 7400 y otros diseños.

### PowerPC 750CX
IBM continuó desarrollando su línea 750 y presentó el 750CX (nombre clave Sidewinder) en 2000 con un caché L2 integrado de 256 KiB, lo que incrementó el rendimiento mientras reducía el consumo de energía y la complejidad. A 400 MHz consumía menos de 4 W. El 750CX tenía 20 millones de transistores incluyendo el caché L2. Tenía un tamaño de 43 mm² fabricado en un proceso basado en cobre a 0,18 μm. El 750CX sólo fue usado en una revisión del iMac.

### PowerPC 750CXe

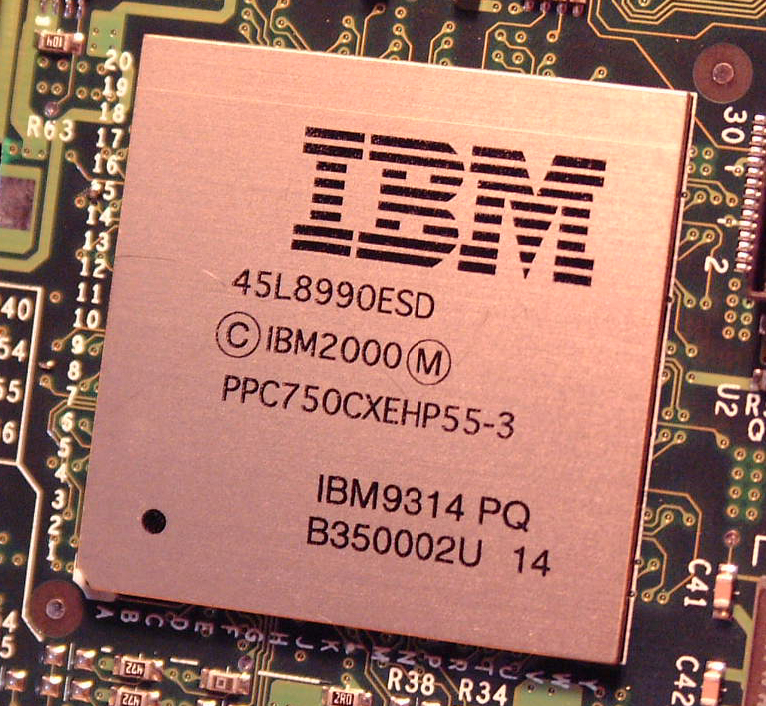
Un PowerPC 750CXe a 533 MHz en un encapsulado BGA de alto rendimiento.

El 750CXe (nombre clave Anaconda), lanzado en 2001, fue una revisión menor del 750CX que incrementaba su frecuencia hasta a 700 MHz y la del bus de memoria a 133 MHz (desde 100 MHz). El 750CXe también tenía un mejor rendimiento en coma flotante respecto al 750CX. Varios modelos de iBook y el último iMac basado en G3 usaron este procesador.
Una versión de bajo coste del 750CXe, llamada 750CXr, estaba disponibles a frecuencias menores.

#### Gekko
Gekko es la CPU a medida de la consola de videojuegos Nintendo GameCube. Está basada en un PowerPC 750CXe y añade unas 50 nuevas instrucciones así como una FPU modificada capaz de cierta funcionalidad SIMD. Tiene 256 KiB de caché L2 integrado, funciona a 486 MHz con un bus de memoria a 162 MHz y es fabricada por IBM en un proceso a 180 nm. Tiene un tamaño de 43 mm².

### PowerPC 750FX
El 750FX (nombre clave Sahara) fue lanzado en 2002 e incrementaba la frecuencia hasta a 900 MHz, la velocidad del bus a 166 MHz y el caché L2 integrado a 512 KiB. También incluía cierto número de mejoras al subsistema de memoria: un controlador de bus mejorado y más rápido (200 MHz), un bus del caché L2 más ancho y la capacidad de bloquear partes del caché L2. Se fabrica usando un proceso basado en cobre de 0,13 μm con dieléctrico low-κ y tecnología SOI. El 750FX tiene 39 millones de transistores, un tamaño de 35 mm² y consume menos de 4 W a 800 MHz bajo cargas típicas. Fue el último procesador G3 usado por Apple.
Una versión de bajo consumo del 750FX está disponible bajo el nombre 750FL.

### PowerPC 750GX
El 750GX (nombre clave Gobi), presentado en 2004, es el último y más potente procesador G3 de IBM. Tiene un caché L2 integrado de 1 MiB, una frecuencia máxima de 1,1 GHz y soporta velocidades de bus de hasta 200 MHz, entre otras mejoras respecto al 750FX. Se fabrica usando un proceso basado en cobre a 0,13 μm con dieléctrico low-κ y tecnología SOI. El 750GX tiene 44 millones de transistores, un tamaño de 52 mm² y consume menos de 9 W a 1 GHz bajo cargas típicas.
Una versión de bajo consumo del 750GX está disponible con el nombre 750GL.

### PowerPC 750CL
El 750CL es una evolución del 750CXe, con velocidades entre 400 MHz y 1 GHz y un bus de sistema de hasta 240 MHz, caché L2 con prefetching (búsqueda anticipada) y nuevas instrucciones relacionadas con el tratamiento de gráficos para mejorar el rendimiento. Como las funciones relativas a gráficos se parecen mucho a las presentes en el procesador Gekko, es muy probable que el 750CL sea una simplificación de este procesador para propósito general. El 750CL se fabrica usando un proceso basado en cobre a 90 nm con dieléctrico low-κ y tecnología SOI. Tiene 20 millones de transistores y una superficie de 16 mm². Consume hasta 2,7 W a 600 MHz y 9,8 W a 1 GHz.

#### Broadway

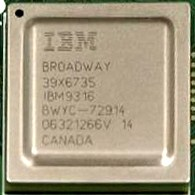
Procesador Broadway fabricado en East Fishkill (Nueva York), aunque encapsulado en la planta de IBM en Canadá, como señala el texto en la cubierta metálica.

Se cree, aunque no está confirmado, que el procesador incluido en la videoconsola Nintendo Wii es un 750CL o una versión modificada de éste. Por ejemplo, se ha informado que funciona a una velocidad de 729 MHz, frecuencia no soportada por un 750CL convencional. Mide sólo 4,2×4,5 mm (18,9 mm²), menos de la mitad del tamaño del microprocesador Gekko (43 mm²) incorporado en las primeras versiones de la Nintendo GameCube. El chip puede incorporar más instrucciones o un mayor soporte SIMD, como en las modificaciones hechas al Gekko a partir del 750CXe.

### Espresso
La CPU incluida en Wii U es una evolución de la arquitectura de Broadway. Las características confirmadas mucho tiempo después de que la consola fuese lanzada son una CPU de triple núcleo que funciona a 1.24 GHz, cuenta con 3 MB de memoria caché L2 compartida y se fabricó en un proceso de 45 nm.

## Futuro
IBM ha dejado de publicar sus planes para la familia 750, en beneficio de promocionarse como vendedor de procesadores a medida. Dados los recursos de IBM, el núcleo 750 seguirá produciéndose con nuevas características siempre que haya algún comprador. Sin embargo, los detalles disponibles sobre arquitecturas como Broadway y Gekko cambian, y no está clara la relación de estos diseños  con la «familia» original 750.
En particular, IBM no ha hecho públicos planes para producir un procesador 750 con una tecnología de fabricación mejor que la de 90 nm, relegándolo de hecho al nicho de procesadores competitivos en mercados tales como los dispositivos de red.
Freescale ha abandonado prácticamente todos los diseños 750 en favor de los basados en el núcleo e500 (PowerQUICC III).